# Oesterstout
Oesterstout is een Belgisch bier. Het wordt gebrouwen door Scheldebrouwerij te Meer, een deelgemeente van Hoogstraten.

## Het bier
Oesterstout is een 'Belgian stout' met een alcoholpercentage van 8,5%. Het wordt gebrouwen sinds 1999. De stout krijgt een ziltige toets door het meekoken van zeekraal en lamsoor.
- Kleur: Zwart
- Geur: Roast & donker fruit
- Smaak: Karamel & Subtiel ziltje
- Afdronk: Droog bitter

## Achtergrond
Op het etiket staan twee wildemannen. Deze zijn typisch voor de Scheldebrouwerij en verwijzen naar Bergen op Zoom, de Nederlandse gemeente die twee wildemannen in het wapenschild draagt en geboortegrond van de brouwerij. Eén wildeman zit tegen een biervat en de andere zit erop, met op zijn schoot een zeemeermin.

Aanvankelijk was de brouwerij gevestigd in Nederland en werd Oesterstout daar ook gebrouwen. In 2008 verhuisde Scheldebrouwerij naar België.

## Prijzen
- 2019 – Goud – World Beer Awards (Stout en Porter – Imperial stout)